# Калуська районна рада
Калуська райо́нна ра́да — районна рада Івано-Франківської області.